# Paul Radmilovic
Paolo Francesco Radmilovic dit Paul (né le 5 mars 1886 à Cardiff, mort le 29 septembre 1968 à Weston-super-Mare) est un nageur et joueur de water-polo gallois. Il a participé à cinq Jeux olympiques de 1908 à 1928, remportant trois titres olympiques en water-polo et un en natation. Il est le premier Gallois à remporter un titre olympique. Avec ses quatre médailles d'or, il est resté le Britannique le plus titré des Jeux olympiques jusqu'en 2000 lorsque le rameur Steve Redgrave décrocha sa cinquième médaille d'or.

## Palmarès
- Jeux olympiques de 1908 à Londres
  -  Médaille d'or sur 4 × 200m libre.
  -  Médaille d'or en water-polo.
- Jeux olympiques de 1912 à Stockholm
  -  Médaille d'or en water-polo.
- Jeux olympiques de 1920 à Anvers
  -  Médaille d'or en water-polo.

## Honneurs
Radmilovic fait partie du temple de la renommée de la natation depuis 1967 et du temple de la renommée des sports du pays de Galles depuis 1993.
En juillet 2008, pour célébrer les 100 ans de ses premières médailles olympiques, une plaque est installée à la piscine internationale de Cardiff.